# 김주 (농암공파)
김주(金澍, 생몰년 미상)는 고려 말기의 문신으로, 호는 농암(籠巖)이다.
선산 김씨 농암공파 파조(派祖)로 여겨지고 있으며, 그의 행적에 대해서는 여러 가지 논란이 있다.
저서로는 《농암일고》(籠巖逸稿) 1책이 전해진다.

## 개요
아버지는 예의판서(禮儀判書)를 지낸 김원로(金元老)이며, 어머니는 수주 김씨(水州金氏)이다. 고려 말에 공양왕(恭讓王)의 조정에서 벼슬이 예의판서에 이르렀다.
공양왕 4년(1392년)에 하절사로 명나라에 갔다가 압록강에 이르러 공양왕이 폐위되고 고려가 멸망하였다는 소식을 전해 듣고 동쪽으로 향하여 통곡하며 부인 유씨에게 "충신은 두 임금을 섬기지 않는다 하였으니 내가 강을 건너가면 몸둘 곳이 없다."라는 편지를 쓰고, 또 아들을 낳으면 이름을 양수(揚燧), 딸을 낳으면 이름을 명덕(明德)이라 할 것과 조복(朝服)과 신을 부치고, 부인이 죽은 뒤에 합장할 것을 당부하였다. 그리고 중국에서 돌아오지 않았다. 그가 중국으로 돌아간 날짜는 12월 22일이었다고 한다.
김주는 명나라 태조를 알현하여 고려를 찬탈한 역적인 이성계를 군사를 보내어 토벌할 것을 요청하였으나, 명나라 태조는 이를 사양하고 김주가 고려 본국에서 예의판서 벼슬에 있었음을 헤아려 예부상서(禮部尙書)에 임명하였으나 김주는 사양하였고, 평생 동안 그에 해당하는 녹(祿)을 주었다고 한다. 김주는 중국의 형초(刑楚)에 살았고, 3명의 자녀를 두었다고 전한다.
한편 김주의 후손들은 조복 등 유품을 보낸 날짜를 그의 기일로 삼아 제사를 지냈고, 이후 김주의 자손들은 그의 호를 따서 농암공파를 칭하게 되었다.

## 김주의 행적에 대하여

### 전승 과정
김주의 행적에 대한 전승은 윤두수의 '농암선생전'(1606년 성립)과 최현의 《일선지》(1618년 성립)에 근거한다. 여기에 따르면 김주는 자신의 조복과 신발을 본국으로 보내면서 사람들이 자신의 사적을 알지 못하도록 묘지명과 묘갈을 쓰지 못하도록 했다고 한다. 부인 유씨가 세상을 떠난 후에 자손들은 김주의 유훈에 따라 조복을 유씨의 묘소에 합장하고, 무덤에 표석을 세우지 않았으며, 농암공파 집안에서는 대대로 선조의 사적에 대해 전해 오면서도 선조의 유훈에 따라 선조의 행적을 외부에 밝히지 않았다는 것이다.
그러다가 김주의 5대손 진종(振宗)이 자신의 벗인 박운(朴雲)에게 은근히 선조의 사적을 말해 주었고, 박운의 아들 인(演)과 손자 수일(遂一)이 선대로부터 들은 말을 일기에 기재하였다. 또 최심(崔深)은 진종과 한 집안으로 자신이 들은 김주의 사적을 아들 현에게 전하였다. 최현은 1618년 《일선지》를 지으면서 이 사적을 실었다.
6대손 유엽(有曄)이 자신의 6대조 김주의 사적을 윤근수에게 알렸고, 윤근수는 이를 감탄하며 <농암선생전>을 작성하였다. 선조 39년(1606년)의 일이다. 이로부터 김주의 사적이 사람들에게 널리 알려지기 시작했다. 오운(吳澐)의 《동사찬요》(東史纂要)(1609~1614년 성립) '고려명신'(高麗名臣) 조에 김주의 이름이 실리게 되었다. 이를 통해 동사찬요의 편찬 시점에 김주의 사적이 영남 지역에 널리 퍼져 있음을 알 수 있다.
최현이 일선지를 편찬한 해에 이준(李埈)도 '제일선지후'(題一善誌後)에서 김주를 절의를 지켜 실행에 옮긴 인물로 평했다. 이후 장현광(張顯光)의 '제농암김선생문'(祭籠巖金先生文), 권상하(權尙夏)의 '신도비명'(神道碑銘), 송시열(宋時烈) '선산삼인록서'(善山三仁錄序) 등에서 김주를 고귀한 충절을 드높인 인물로 꼽았다.
인조 6년(1628년)에 농암공파 집안 인사들과 향토 유림들이 나서 김주를 제향할 서원 건립을 추진하였고, 1630년(인조 8)에 선산부사 조찬한(趙纘韓)의 주도 아래 낙동강 반월암에 김주를 모시는 사당인 월암사(月巖祠)를 세워 그 이름을 내격묘(來格廟)라고 지었다. 이때 장현광이 내격묘의 편액을 썼다. 인조 14년(1636년)에 하위지(河緯地)와 이맹전(李孟專)을 추배하고, 묘호를 삼인묘(三仁廟)라고도 부르게 된다.
숙종 20년(1694년) '상의사'(尙儀祠)라는 사액이 내려지고 월암사도 월암서원으로 승격되었다. 영조 8년(1732년) 경연에서 고려 말 김주의 충절 사적을 전해 들은 영조는 김주의 후손을 거두어 등용하도록 하였으며, 정조 22년(1798년) 충정공의 시호가 내려져 정조 자신이 제문을 짓고 신하를 보내어 제를 올리기도 하였다.
김주의 13세손 복형(復亨)은 김주의 시문과 사적, 선현들이 읊은 문장을 모아 《농암선생일고》를 편찬했다. 정조 2년(1778년)에 이상정(李象靖)이 '농암선생전발'(籠巖先生傳跋)을 적고, 정조 4년(1780년)에 김복형이 발문을 썼다. 《농암선생일고》는 집안에서 일실되었다가 20세기 안동 출신 김완섭(金完燮)이 《농암선생일고》를 구하여 보관해 오다가 1976년에 다른 장서와 함께 고려대에 기증했다. 2011년에 고려대 만송문고에 소장된 책자가 발견됨에 따라 김주 사적에 대해 새로운 사실이 많이 알려졌다.
명나라 고공(高拱)이 엮은 《병탑유언》(炳搨遺言)에는 김주의 자손이 대대로 통주(通州)에 살았다고 기록되어 있다.

### 김주의 행적에 대한 의문
하지만 이러한 김주의 사적에 대해 진실성을 의심하는 목소리가 이미 당대부터 제기되었다. 윤근수와 비슷한 시기에 활동했던 문인 김시양(金時讓)이 그 시초였다. 김시양은 《하담파적록》에서 윤근수의 '농암선생전'의 내용을 인용하면서 ‘윤근수가 김유엽에게 속아 확실치도 않은 사실을 입전하여 후세 사람들을 호도했다’고 비판했다.
김시양이 김주의 사적을 논박한 내용은 여러 가지인데, 정리해 보면 크게 세 가지였다.
- 1392년(태조 1) 7월 직후에 명나라로 들어간 한상질(韓尙質)은 이미 역성혁명이 일어났음을 알고 있었는데, 김주가 세모(연말)에 압록강에 와서야 조선이 세워진 사실을 알게 되었다는 것은 말이 되지 않는다.

- 김유엽의 선대인 김응기도 선조인 김주의 유훈에 따라 김주의 사적을 바깥에 알리지 않았는데, 왜 하필이면 김유엽에 이르러 알리게 되었는지를 알 수 없다.

- 임진왜란 당시 명나라가 일본(도요토미 히데요시)을 책봉하려 한 일은 을미년(1595)에서 병자년(1596) 사이에 있었던 일인데, 김주의 외손 허유성의 사적을 기술한 연도를 정유년(1597)으로 기술한 것은 사실과 다르다.

조선 후기의 안정복 역시 《동사강목》을 저술하면서 김시양의 지적에 동조하면서도 "믿을 수 없지만 오래 전부터 내려온 전승이라서 일단 싣는다"고 《동사강목》 고이에서 밝혀 놓았다. 또한 홍무제의 성절은 9월 18일이라서 고려에서 하절사를 보내는 것은 언제나 6월이었는데 6월에 보낸 하절사 명단에 김주의 이름은 없고, ‘예의판서’라는 관직도 고려 시대에 실재했던 관직명이 아니며, 《동국여지승람》 같은 문헌에도 김주에 대한 언급이 없는 이유를 알 수 없다고 의문을 제시하였다.
김시양의 의혹 제기는 후대에 상당한 파급력을 가졌다. 여기에 대해 유림과 농암공파 인사들을 중심으로 논박하는 문장들이 속속 나왔다. 영조 39년(1763년)경에 황인검(黃仁儉)은 김시양이 전개한 의혹이 후인을 현혹하고 김주의 충절을 덮어 없앤다고 비판하면서 이렇게 반박하였다.
- 고려 조정은 매년 6월이면 명 홍무제의 성절인 9월 18일에 맞추어 하절사를 보냈고 당시 사행 노정으로 석 달 정도 걸리니, 김주 일행이 압록강에 다다른 것이 12월 22일이라는 것은 시점상 의심할 것이 없다.
- 김주의 외손 허유성이 조선에 온 시점에 대한 기록은 불과 1년 차이인데, 이것으로 김주의 사실 자체를 없었던 일로 볼 수는 없다.
- 김유엽이 윤근수 한 사람을 속였다고 해서 다른 유림들까지 거기에 똑같이 속아 넘어갔다고 할 수는 없다.

윤근수가 쓴 농암선생전의 윤근수 친필 사본은 김주 집안에 소장되어 있었는데, 김복형의 대에 연대가 오래되어 보수가 이루어졌고, 이를 계기로 김시양이 제기한 의혹들을 불식시키고자 하였다. 김복형은 윤근수 친필본 농암선생전을 이상정에게 보여주며 다시 한번 변증을 의뢰하였고, 이상정은 정조 2년(1778년)에 김주 자손들이 유훈에 따라 밖으로 드러내지 못하다가 오래된 뒤에야 사적이 세상에 드러났고, 향토 선현 박운, 장현광, 최현, 이준 등이 칭송하고 사당을 세웠는데 김시양의 의혹이 어찌 허물이 되겠냐고 반문했다. 김복형도 윤근수 이하 여러 선현이 사적에 준거하여 사실을 밝혔고, 이번에 이상정에게 청하여 묻힌 광채와 높은 충절이 드러나 김시양의 미혹한 말이 더욱 명백하게 파헤쳐졌으니 세상의 공의가 1백 세를 기다리지 않고 정하게 되었다고 김시양을 비난했다.
하지만 이러한 변박이 나왔음에도 김주 사적에 대한 논쟁은 이들의 염원과 달리 종식되지 않았다. 숙종 연간에 이선(李選)은 《지호일사》(芝湖逸史) '김주' 항목에서 김시양의 변증이 혹 깨트리지 못한 바가 있을까 봐 자신이 고찰한 변증을 덧붙인다고 했으며, 안정복 이후로 다시 헌종 6년(1840년)경 성해응(成海應)이 《연경재전집》(硏經齋全集) '고실고이'(故實考異)에서 《하담파적록》과 《지호일사》를 인용하고 이들의 변증이 옳다고 여겼다.